# Batrachidacris
Batrachidacris is een geslacht van rechtvleugeligen uit de familie Lathiceridae. De wetenschappelijke naam van dit geslacht is voor het eerst geldig gepubliceerd in 1939 door Uvarov.

## Soorten
Het geslacht Batrachidacris  is monotypisch en omvat slechts de volgende soort:
- Batrachidacris rubridens (Uvarov, 1929)